# Saison 4 de Sous le soleil
 (novembre 2020).
Si vous disposez d'ouvrages ou d'articles de référence ou si vous connaissez des sites web de qualité traitant du thème abordé ici, merci de compléter l'article en donnant les références utiles à sa vérifiabilité et en les liant à la section « Notes et références ».
Chronologie
Saison 3 Saison 5
La quatrième saison de Sous le soleil, série télévisée française créée par Pascal Breton et Olivier Brémond, a été diffusée pour la première fois sur la chaîne TF1 du 18 juillet 1998 au 24 avril 1999, immédiatement à la suite de la saison précédente. Cette quatrième saison a été diffusée à un rythme hebdomadaire, le samedi. Les épisodes ont été programmés à 18 h.

## Distribution

### Distribution principale
- Adeline Blondieau : Caroline Drancourt
- Avy Marciano : Samuel Devos
- Bénédicte Delmas : Laure Olivier
- Tonya Kinzinger : Jessica Laury, ép. Lorenzi
- Stéphane Slima : Alain Dulac
- Christine Lemler : Valentine Chardin, ép. Dulac
- Grégory Fitoussi : Benjamin Loset
- Vanessa Wagner : Lisa Drancourt

### Distribution secondaire
- Florence Geanty : Marie Dunaud
- Arsène Jiroyan : Commissaire Marco
- Luis Marquès : Paolo Lorenzi
- Claudine Ancelot : Élisabeth Chouchan
- Marie-Christine Adam : Blandine de Loire, ép. Olivier
- Sylvain Corthay : Pierre Olivier
- Olivier Casadesus : Benoît Chouchan
- Patricia Malvoisin : Catherine Lorenzi
- Olivier Bénard : Yann Lebon puis Yann Gautier
- Manuela Lopez : Marion Bertrand
- Christian Moro : Simon Devos
- Astrid Veillon : Terry
- Patrick Huet : Monsieur Langlois

### Invités
- Arnaud Binard : Emmanuel Guémard
- Pierre Deny : David Dernoncourt
- Lydie Denier : Lucy Varnier
- Delfine Rouffignac : Clara Olivier
- Jacques Hansen : André Morel
- Lucie Jeanne : Victoria Morel

## Épisodes
| № | #  | Titre                        | Réalisé par         | Écrit par                                    | 1ère diffusion    |
| --- | -- | ---------------------------- | ------------------- | -------------------------------------------- | ----------------- |
| 66 | 1  | Le sacrifice de Manu         | Éric Summer         | Blats                                        | 18 juillet 1998   |
| Jessica mène de front la bataille pour reconstruire la plage. Mais le procès de Paolo n’ayant toujours pas eu lieu, l’argent de l’assurance utilisé pour sa caution est toujours indisponible. Elle se voit contrainte de faire un chèque en blanc à son entrepreneur, qui cesse immédiatement le chantier. Jessica tente de demander de l’aide à Laure et Caroline, mais les deux autres propriétaires de la plage, la première est surmenée à la clinique, et la seconde se focalise sur sa carrière à Londres. Désespérée, Jessica envisage de revendre purement et simplement le Saint-Tropez. Manu, qui s’est installé dans une maison squattée avec Marie, lui propose de faire un enfant. D’abord, la jeune femme hésite. Elle se confie à Laure tandis qu’elle l’accompagne visiter une villa, puisque Jessica et elle doivent rendre la leur à son propriétaire. Rassurée par son amie, Marie accepte, mais c’est trop tard. Manu a changé d’avis depuis qu’un homme de main de Forzani est à nouveau à ses trousses. Poussé à l’accident en moto, Manu réalise grâce à Marco qu’il est préférable de disparaître quelque temps. Marie insiste pour le suivre, mais Manu s’y oppose. Le jeune homme fait ses adieux à Laure et quitte Saint-Tropez, laissant Marie effondrée. Ce départ bouleverse Laure qui réalise combien son amitié pour Jessica et Caroline est importante. Elle rappelle cette dernière à Saint-Tropez et font la surprise à Jessica de reprendre toutes les trois les travaux. |    |                              |                     |                                              |                   |
| 67 | 2  | Abus de confiance            | Sylvie Ayme         | Patrick Delmas et Soline Delmas              | 25 juillet 1998   |
| La grossesse de Valentine touche à sa fin et c’est Laure qui va s’occuper de l’accouchement à la clinique. Mais Laure est perturbée car elle doit toujours collaborer avec David contre qui elle a porté plainte. Ce dernier prétend que depuis, sa fille Isabelle ne lui parle plus, ce qui la culpabilise au point de retirer sa plainte. Mais David retombe rapidement dans ses travers en la brutalisant, en la faisant passer pour malade auprès de la directrice Élisabeth Chouchan, et en lui faisant retirer des patients, dont Valentine et son bébé Jérémy. Au squat où vit désormais seule Marie, Benjamin, un ami d’enfance de Manu, se présente en espérant l'y trouver. Mais le garçon y est chassé, tout comme à la plage par Jessica. Seule Laure comprend qu’il n’est pas envoyé par Forzani. Réalisant leur erreur, Marie accepte d’héberger Benjamin qui est à la recherche de sa mère biologique, et Jessica lui propose de reprendre la place de serveur de Manu au Saint-Tropez. Entre temps, Benjamin réalise que David persécute Laure. Il s’en mêle et une balle est tirée accidentellement. David porte plainte contre lui, mais Laure parvient enfin à lui faire admettre qu’il déraille complètement. David retire alors sa plainte et démissionne de la clinique. |    |                              |                     |                                              |                   |
| 68 | 3  | Caro, ma sœur                | Philippe Roussel    | François Aramburu et Pascal Fontanille       | 1er août 1998     |
| Alain est très inquiet car sa femme rejette leur bébé, par peur de mal faire. Il demande à Laure de les aider, mais Valentine est dans le déni le plus total. Heureusement, Laure persiste et parvient peu à peu à redonner confiance à la jeune maman. La famille Dulac voit l’avenir de manière plus sereine. Caroline, elle, passe tout son temps à faire la promotion de son album qui rencontre un énorme succès depuis son retour de Londres. Du coup, Samuel se sent délaissé et recommence à jouer au poker. Dans le même temps, la petite sœur de Caroline, Lisa, débarque sans prévenir, ce qui est loin de réjouir la chanteuse. Jalouse de son aînée, Lisa s’immisce littéralement dans sa vie, s’habillant avec ses vêtements, mettant une perruque et demandant à Tom de l’appeler maman. Lorsque Caroline s’en rend compte, c’est le clash et Lisa disparaît. Grégory, Jessica et Samuel partent à sa recherche, mais c’est Caroline qui la retrouve. Réalisant que sa petite sœur est sans repères, Caroline lui propose de rester à Saint-Tropez et Jessica lui propose un job de serveuse. |    |                              |                     |                                              |                   |
| 69 | 4  | Sans laisser d'adresse       | Éric Summer         | Patrick Bancarel                             | 8 août 1998       |
| Marco passe à la plage prévenir Benjamin qu’il a retrouvé sa mère, ce qui perturbe fortement le garçon. Plusieurs fois, il tente de lui parler en lui téléphonant et en se rendant devant son domicile, mais fait marche arrière. Quand finalement il se décide à surmonter son appréhension, il l’aperçoit avec un petit garçon et abandonne. Il se confie à Marie qui le soutient, et qui accepte dans le même temps une opportunité tombée du ciel : on lui propose de reprendre la gérance d’un club, Le Select. Jessica, elle, ne peut se résoudre à laisser Paolo faire face à la justice et risquer de retourner en prison, puisque son procès s’ouvre dans quelques jours avec un juge convaincu de sa culpabilité. Catherine Lorenzi préfère alors organiser la fuite de son fils à l’étranger. Jessica refuse de le laisser partir sans le suivre, et fait donc discrètement ses adieux à ses amis, pour ne pas éveiller les soupçons de Marco. C’est sans avoir revu une dernière fois Laure et Caroline que la jeune femme s’apprête à tout quitter en laissant Lisa aux commandes du Saint-Tropez. Au denier moment, Paolo renonce à faire vivre une vie de paria à Jessica, et se rend à la police. |    |                              |                     |                                              |                   |
| 70 | 5  | Il y a 20 ans…               | Pascal Heylbroeck   | Pierre-Yves Pruvost                          | 15 août 1998      |
| Benoît, le fils d’Élisabeth Chouchan, est de passage à Saint-Tropez. Il confronte immédiatement sa mère au sujet de son prétendu père disparu en mer, puisqu’il a découvert que c’était un mensonge. Mais Élisabeth se refuse encore à lui avouer l’identité de son géniteur. Car il s’agit de Pierre Olivier, avec qui elle avait eu une aventure il y a vingt ans. Elle se décide cependant à révéler ce secret à Pierre, pour qui ses sentiments sont restés intacts. Le père de Laure, lui, est déboussolé, ce qui n’échappe ni à Alain au bureau, à qui il se confie, ni à Blandine à la maison qui voit son mari s’éloigner peu à peu. Pendant ce temps, Benoît et Laure font connaissance. Mais cette dernière est surtout occupée à convaincre Élisabeth de l’ouverture d’un service de médecine sociale à la clinique. Cette dernière y oppose un refus catégorique, motivé pas sa frustration vis à vis de Pierre et de leur fils caché. Mais lorsque Pierre lui déclare sa flemme en lui demandant un peu de temps avant de tout quitter, Élisabeth se ravise et accède à la demande de Laure. Parallèlement, Jessica est effondrée d’apprendre la condamnation de Paolo à cinq années de prison. |    |                              |                     |                                              |                   |
| 71 | 6  | Le bonheur des uns           | Philippe Roussel    | Patrick Tringale et Jean-Christophe Establet | 22 août 1998      |
| Tout le personnel de la clinique soupçonne la directrice d’être amoureuse. Mais ce petit jeu de devinette cesse d’amuser Laure quand elle découvre que c’est de son père. Elle lui annonce rapidement être au courant et le somme d’en parler à Blandine. Mais Pierre hésite car il ne souhaite pas faire souffrir sa femme. Élisabeth aussi s’impatiente. Alors pour la faire patienter, il lui propose un week-end en amoureux et utilise Laure comme alibi. Mais Blandine surprend leur départ sur le parking de la clinique. Blessée d’avoir été trompée par son mari et sa fille, elle chasse Pierre du domicile conjugal. Pendant ce temps, Jessica tente par tous les moyens de faire innocenter Paolo en épluchant les dossiers de ses sociétés, ce qui n’est pas du tout au goût de Catherine Lorenzi. Cette dernière prévient Paolo que si Jessica persiste, c’est toute la famille qui se retrouvera derrière les barreaux. Paolo est donc bien innocent, mais il préfère rester en prison pour épargner sa famille, ce qui révolte Jessica. |    |                              |                     |                                              |                   |
| 72 | 7  | Un amour impossible          | Philippe Roussel    | Clémentine Champollion et Laure Dawa-Longin  | 29 août 1998      |
| Pierre Olivier s’est installé dans un studio, mais passe de plus en plus de temps chez Élisabeth, qui le presse de révéler à Laure qu’elle est la demi-sœur de Benoît. Laure, elle, en veut toujours terriblement à son père. Au moins parvient-elle à se réconcilier avec Blandine, et à se rapprocher de Benoît qui lui déclare son amour. Lorsque Pierre, réalisant que les choses vont trop loin entre ses enfants, révèle son secret, Laure mais surtout Benoît réagissent très mal. Ce dernier préfère repartir à Paris pour prendre le temps d’encaisser ce choc. Marie, quant à elle, réfrène ses sentiments grandissant pour Benjamin. Mais elle est surtout occupée par Le Select, dont le succès déplaît à la concurrence et aux dealers puisque Marie s’oppose à ce que tout trafic s’installe dans son club. Menacée, Benjamin intervient et prévient Marco qui envoie des hommes arrêter en flagrant délit les fauteurs de troubles. |    |                              |                     |                                              |                   |
| 73 | 8  | Les démons de Valentine      | Philippe Roussel    | François Aramburu et Pascal Fontanille       | 5 septembre 1998  |
| Valentine a subi une opération de chirurgie esthétique pour faire disparaître sa cicatrice. Alain est aux anges de voir sa femme retrouver le sourire, mais ce n’est rien comparé à la jeune femme qui souhaite désormais rattraper le temps perdu. Se sentant à nouveau désirable et désirée, elle passe ses nuits à sortir et à draguer des hommes, dont Benjamin qui ignore tout de son mariage et de son fils. Lorsque Jessica le met enfin au courant, il la rejette. Pour Alain s’en est trop : il se résout à demander le divorce et prévient qu’il gardera Jérémy. Une violente dispute éclate et, à la suite d'une bousculade, la jeune femme se blesse toute seule. Mais la nourrice arrive justement à ce moment-là et Valentine en profite pour accuser Alain, emportant Jérémy avec elle et laissant son mari sidéré et impuissant. De leur côté, Marie demande à Jessica de monter un petit spectacle de danse pour Le Select. Enchantée à l’idée de raviver une vieille passion, Jessica engage quelques danseurs, dont Yann Lebon qui tombe immédiatement amoureux d’elle. Il tente d’aller plus loin, mais malgré une attirance réciproque, la jeune femme résiste et préfère rester fidèle à Paolo. |    |                              |                     |                                              |                   |
| 74 | 9  | Ni avec toi, ni sans toi     | Pascal Heylbroeck   | Jeanne Lassalle et Thierry Lassalle          | 12 septembre 1998 |
| Toujours accaparée par la promotion de son album, Caroline délaisse Samuel qui se réfugie dans des parties de poker où il perd de plus en plus d’argent. Cela engendre beaucoup de disputes dans leur couple, provoquant chez le jeune Tom d’inquiétantes crises d’asthme. Laure prend en charge le petit garçon et, sans antécédent, en déduit que l’origine est psychosomatique du fait des tensions familiales. Pour épargner leur fils, Caroline et Samuel décident de se séparer. Ce dernier finit par jouer sa villa aux cartes, qu’il perd au profit d’Alain. En effet, lui-aussi est au plus mal depuis que Valentine s’acharne à tout lui prendre. Pieds et poings liés car la jeune peut l’accuser de tentative de meurtre, Alain cède à toutes ses demandes, y compris la garde quasi exclusive de Jérémy et la moitié de ses revenus. Et lorsqu’elle découvre qu’il a gagné la villa de Samuel, Valentine s’empresse, étant toujours mariés sous le régime de la communauté, de récupérer le titre de propriété et de déloger Caroline, Tom et Samuel. La chanteuse est folle de rage. |    |                              |                     |                                              |                   |
| 75 | 10 | Jalousie                     | Philippe Roussel    | François Aramburu et Pascal Fontanille       | 19 septembre 1998 |
| Après six mois de prison, Paolo est libéré grâce au jeu des remises de peine. Jessica, qui depuis leur mariage s’est installée au palais des Lorenzi avec Catherine, est impatiente de le revoir. Mais leurs retrouvailles ne sont pas ce qu’elle espérait. Paolo est persuadé qu’elle l’a trompé avec Yann et il lui mène une vie impossible. À bout, Jessica envisage de le quitter. C’est Catherine, qui elle-aussi ne reconnaît plus son fils parce qu’il refuse de reprendre les commandes du groupe Lorenzi, qui parvient à lui faire ouvrir les yeux sur la fidélité de Jessica pendant son incarcération. Réconciliés, les deux amoureux quittent Saint-Tropez pour une longue croisière afin de se retrouver. Marie, elle, reçoit une lettre de Manu lui annonçant qu’il a refait sa vie avec une autre. Soulagée car attirée de plus en plus par Benjamin, cette dernière barrière qui cède la pousse à lui déclarer sa flemme. Mais le garçon l’éconduit gentiment car c’est de Lisa qu’il s’est rapproché, à force de travailler avec elle au bar. Lisa aussi est amoureuse de Benjamin, à qui elle avoue n’avoir encore jamais fait l’amour. Afin de les laisser se découvrir, Marie décide de quitter le squat. |    |                              |                     |                                              |                   |
| 76 | 11 | Les premiers pas             | Philippe Roussel    | Patrick Tringale                             | 26 septembre 1998 |
| Marco annonce à Benjamin le départ imminent de sa mère pour la Nouvelle-Calédonie, et que s’il veut enfin la rencontrer, il ne peut plus reculer. Mais le garçon s’y refuse. Lisa le pousse à franchir le pas, et lui conseille d’enregistrer un message vidéo. Mais Benjamin ne parvient pas à la lui remettre et préfère entrer chez elle par effraction pour en apprendre davantage sur elle. Cette dernière le surprend et l’assomme avant d'appeler la police. Lisa insiste pour que Benjamin révèle la vérité afin que la plainte déposée contre lui soit retirée. Essuyant un nouveau refus, Lise décide de son propre chef d’apporter la vidéo à sa mère. Benjamin et elle finissent alors par se présenter l’un à l’autre avec beaucoup d’émotion avant que sa mère ne parte, lui promettant de revenir. Parallèlement, Laure fait subir à sa mère des examens, qui révèlent une tumeur à la poitrine. Laure est effondrée et en informe son père. Face à cette situation, Élisabeth s’excuse auprès de Blandine pour le mal causé et Pierre tente de lui montrer son soutien, lui demandant de devenir amis. Mais Blandine est bien décidée à ne pas se morfondre et à se battre contre la maladie. Et à se battre seule. |    |                              |                     |                                              |                   |
| 77 | 12 | Une tendre initiative…       | Éric Summer         | Pascale Mémery                               | 3 octobre 1998    |
| Laure se fait emboutir sa voiture. Rapidement charmée par le responsable, Étienne Moreau, elle préfère ne pas remplir de constat. Jessica, elle, est de retour de son voyage, et Caroline revient d’un énième aller-retour à Londres. Mais la chanteuse est de plus en plus lasse du show business. Elle revoit Samuel qui a repris les chemins du studio et recherche une chanteuse pour enregistrer ses nouvelles chansons. Le voyant peiner à trouver la bonne personne, Caroline accepte de prêter sa voix et de collaborer de nouveau avec lui. Laure décide de reprendre sa vie sentimentale en main et drague ouvertement Étienne. Mais ce dernier la repousse et c’est finalement seule que Laure prend la mer pour une après-midi en bateau. Lorsqu’il apprend qu’elle court un danger puisqu’une tempête est annoncée, Étienne part à son secours pour éviter que l’histoire de sa première femme, disparue en mer, ne se répète. Réalisant qu’ils ont vécu des drames similaires dans le passé, tous deux entament alors une histoire d’amour. |    |                              |                     |                                              |                   |
| 78 | 13 | Une dernière note de musique | Sylvie Ayme         | Pascale Mémery                               | 17 octobre 1998   |
| Malgré des tensions, Caroline poursuit les enregistrements avec Samuel. Mais elle a secrètement décidé d’arrêter sa carrière, d’autant qu’elle reçoit des appels anonymes et que sa villa se fait cambrioler. Elle fête malgré tout le troisième anniversaire de Tom entourée de Samuel et Lisa. Toujours amoureux d’elle, et dégoûté du milieu également, Samuel propose à Caroline de quitter définitivement Saint-Tropez et de reconstruire leur vie loin de la musique après un dernier concert d’adieux à la plage. Au bar d’ailleurs, Jessica reçoit la visite inattendue de son ancien professeur de danse en Floride, John, qui loue le Saint-Tropez pour organiser un spectacle. Mais privé de sa danseuse qui jette l’éponge la veille du show, il supplie Jessica de reprendre sa place. Stressée, la jeune femme finit par accepter. Après ce succès, John propose à Jessica de l’engager, mais un terrible drame lui fait refuser, préférant rester auprès de ses amis. En effet, lors du concert d'adieux, le fan déséquilibré qui harcelait Caroline depuis plusieurs jours tirent sur eux, touchant mortellement Samuel et blessant Caroline. Sur son lit d’hôpital, Jessica lit à cette dernière une lettre d’amour écrite par le chanteur peu avant qu’il ne meurt dans ses bras. |    |                              |                     |                                              |                   |
| 79 | 14 | Le courage de vivre          | Éric Summer         | Soline Delmas et Patrick Delmas              | 24 octobre 1998   |
| Les funérailles de Samuel ont lieu sur une plage où Caroline disperse ses cendres. Cette épreuve lui paraît insurmontable et la chanteuse délaisse son fils. Heureusement, Lisa est là pour s’en occuper, tout comme Simon, le frère de Samuel venu pour l’occasion funeste. Caroline est d’autant plus dépressive qu’elle est clouée dans un fauteuil roulant. Mais bientôt Laure est soulagée d’apprendre que ses lésions sont temporaires et qu’elle pourra remarcher. Pourtant Caroline passe à l’acte et tente de se suicider en se jetant de son fauteuil dans la piscine. Heureusement, Simon la sauve in extremis. Désespérée, elle envisage de faire de Simon le tuteur de Tom. Mais juste avant leur départ, l’instant maternel de Caroline reprend le dessus : elle décide de garder Tom et de partir en rééducation. À la plage, Benjamin doit faire face à un contrôle de l’URSSAF. Mais il en est incapable seul car il finit par avouer à Laure venue l’aider qu’il ne sait pas lire. D’abord honteux, il lui fait promettre de n’en parler à personne. Réalisant le handicap dont il souffre au quotidien, il entreprend de s’inscrire à des cours du soir suggérés par Laure. |    |                              |                     |                                              |                   |
| 80 | 15 | Entre deux passions          | Fred Demont         | Jeanne Lassalle et Thierry Lassalle          | 31 octobre 1998   |
| Un ami propose à Étienne de venir travailler en Grèce. Il en informe Laure et lui propose de partir vivre avec lui là-bas. Il souffre en effet beaucoup de si peu la voir, la jeune femme étant accaparée par la clinique, où d’ailleurs elle s’occupe de Marcus, un patient dont on ignore tout. Laure se bat, et notamment contre l’avis de son collègue Franck Artanis, pour imposer une thérapie antidouleur. Soutenue par Élisabeth, Laure parvient à sortir son patient du coma et impose sa vision de la médecine. Elle choisit de poursuivre son combat et laisse partir Étienne. Pierre Olivier aussi doit combattre, pour sauver sa place dans son entreprise où Alain s’est décidé à l’évincer, devenu aigri depuis que Valentine lui mène une vie impossible et le prive souvent de voir Jérémy. Déçu et trahi, renonçant à une proposition de départ à la retraite, Pierre présente sa démission à Alain et promet qu’il est loin d’être un homme fini. |    |                              |                     |                                              |                   |
| 81 | 16 | Quand le masque tombe        | Fred Demont         | Fred Louf, François Aramburu et al.          | 7 novembre 1998   |
| Jessica donne désormais quelques cours de danse à la plage, et une de ses élèves, Sophie Guersand, l’informe que le groupe Lorenzi souhaite racheter son entreprise et licencier une quarantaine de personnes. Jessica s’en étonne et demande à Paolo d’annuler ce rachat, ce qu’il fait. Mais Delage, le conseiller de Paolo, parvient à lui faire changer d’avis. Le couple se dispute alors et Paolo gifle Jessica. Voyant son mari devenir un homme d’affaires égoïste et inhumain, Jessica s’en éloigne et lui annonce vouloir faire une pause. Pendant ce temps, Laure éprouve de plus en plus de sentiments pour Marcus, son patient amnésique dont Marco diffuse le portrait dans l’espoir de retrouver des proches. Alors quand elle sanctionne Maryline, une infirmière qui entretient une relation avec un patient, et enfreint ensuite elle-aussi le règlement, Élisabeth Chouchan s’emporte. Laure s’excuse auprès de Maryline et réalise que l’on ne contrôle pas ses sentiments. |    |                              |                     |                                              |                   |
| 82 | 17 | La tentation de Benjamin     | Philippe Roussel    | Nicolas Mercier                              | 14 novembre 1998  |
| Lisa ne parvient toujours pas à faire l’amour pour la première fois avec Benjamin. Alors ce dernier s’éloigne peu à peu et rencontre Terry, la chanteuse, au Select. Cette dernière ne tarde pas à le draguer ouvertement. Sur le point de coucher avec, Lisa les surprend et s’enfuit sans savoir que Benjamin avait renoncé à la tromper. Marie recueille la jeune fille et tente d’apaiser ses craintes, tout comme Terry qui lui confirme n’avoir rien fait avec Benjamin. Lisa retourne auprès de lui et, certaine de ses sentiments, s’offre enfin à lui. Marie vient également en aide à Jessica, qui doute d’elle même avant de passer un examen de danse lui permettant d’enseigner officiellement ce sport. À force d’entraînements, son passage devant le jury est un succès et Jessica obtient son diplôme. |    |                              |                     |                                              |                   |
| 83 | 18 | Passé composé                | Fred Demont         | Blats                                        | 21 novembre 1998  |
| Marcus s’est installé à la villa de Laure, toujours à la recherche de son passé. C’est là que se présente Bernie. Il lui annonce le connaître, et qu’il travaille comme faussaire pour la mafia japonaise. Laure s’est d’ailleurs aperçue qu’il avait un don certain pour le dessin. Bernie lui demande de mentir à Laure et d’honorer le dernier contrat qu’il avait signé avant son amnésie. Mais Laure découvre tout et envisage de le quitter, craignant d’autres mensonges futurs. Cependant Marcus lui promet de ne plus jamais rien lui cacher, sans pour autant révéler ce que Bernie affirme : il est déjà marié et père. Parallèlement, Marie ne s’en sort plus financièrement avec Le Select. Elle demande à son banquier, Yves Gautier, de l’aider. Il lui propose alors de trouver un associé. C’est d’abord Alain qui se présente puis, l’ayant appris, Valentine, toujours désireuse de mettre des bâtons dans les roues de son désormais ex-mari. Valentine manipule Marie et obtient d’elle sa signature. Lorsque Marie s’en rend compte, Yves la réconforte avant d’être muté. Réalisant qu’elle est en train de tomber amoureuse de lui, la jeune femme décide de quitter Saint-Tropez et de le suivre. |    |                              |                     |                                              |                   |
| 84 | 19 | L'adieu au prince            | Philippe Roussel    | Patrick Bancarel                             | 28 novembre 1998  |
| Malgré une pause dans leur couple, Paolo n’a pas changé d’attitude vis à vis de son travail ni auprès de Jessica. Délaissée et ne reconnaissant plus celui qu’elle a aimé, Jessica lui annonce leur séparation. Et c’est ainsi avec tristesse qu’elle apprend être enceinte, bien consciente que les Lorenzi s’accapareront l’héritier de la famille. Ne voulant pas d’un tel avenir pour son enfant, elle demande au docteur Artanis de subir une I.V.G. Enchantés lorsqu’ils apprennent la nouvelle, Catherine demande à Paolo d’empêcher sa femme de lui priver de son petit-fils. Lorsqu’il arrive à la clinique, Paolo ignore que Jessica a changé d’avis et qu’elle part voir sa mère aux États-Unis pour quelque temps. De son côté, Blandine apprend la guérison de sa tumeur après une opération réussie. Son amie Anne-Sophie lui conseille une agence matrimoniale dans le but de rencontrer un homme. Après plusieurs rendez-vous décevants et un dernier pourtant prometteur, Blandine décide de laisser faire le destin mais garde la porte ouverte. |    |                              |                     |                                              |                   |
| 85 | 20 | La mémoire en vrac           | Fred Demont         | Pierre-Yves Pruvost, Patrick Delmas et al.   | 5 décembre 1998   |
| Une femme, Linda, se présente chez Laure et dit connaître Marcus. Envoyée par Bernie, elle ne révèle pas immédiatement qu’elle s’appelle en réalité Nancy, et qu’elle est la femme de celui qui porte le vrai nom de Marc. Petit à petit, elle aide Marcus à se souvenir de sa vie passée. Ce dernier termine le tableau qu’il doit peindre, et comprend que Nancy le poussait à travailler pour la mafia jusqu’au jour où, n’en pouvant plus, il a pris la mer, ce qui l'a conduit à son naufrage et à son amnésie. Il préfère donc rester auprès de Laure, qui pourtant décide de mettre fin à leur relation car elle sait que seule Nancy est capable de l’aider à reconstruire le puzzle de sa vie. Parallèlement, Benoît passe quelques jours chez ses parents. Mais de fortes tensions apparaissent lorsque Pierre retrouve du travail pour une entreprise qui lui demande de licencier du personnel. Benoît rejette violemment son père qu’il imaginait plus humain. Soutenu par Élisabeth, Pierre fait le choix de renoncer au plan social de son nouvel employeur et annonce à la presse que c’est une mauvaise idée. Furieux, son patron le vire sur le champ mais Pierre retrouve l’estime de son fils. |    |                              |                     |                                              |                   |
| 86 | 21 | L'ombre du doute             | Christophe Salachas | Patrick Tringale                             | 12 décembre 1998  |
| Jessica hésite encore à révéler à Paolo qu’elle n’a pas avorté. Laure lui conseille de le faire rapidement et, lorsqu’elle le fait enfin, la réaction de son mari est inattendue. Elle retrouve en effet l’homme gentil et attentionné dont elle était tombée amoureuse. Paolo lui promet qu’ils élèveront leur enfant loin du palais des Lorenzi, mais lorsque Jessica surprend une conversation entre Catherine et son fils, elle réalise que c’est une ruse pour ne pas divorcer et récupérer plus tard le bébé. Folle de rage, Jessica jure que c’est la fin de leur mariage. Pierre Olivier, lui, décide de changer de vie sur les conseils de Benoît. Mais il ne fait pas dans la demi-mesure, s’adonnant à la méditation et méprisant le monde moderne. Élisabeth craint pour leur couple, mais Laure trouve une solution pour réconcilier son père au monde du travail. Elle lui présente un patient un peu loufoque de la clinique, gérant d’un cabinet de conseil en entreprise qui promeut des méthodes à l’opposé du capitalisme frénétique. |    |                              |                     |                                              |                   |
| 87 | 22 | L'envol                      | Olivier Guignard    | Soline Delmas et Patrick Delmas              | 19 décembre 1998  |
| Benjamin est impatient de revoir sa mère, de retour à Saint-Tropez. Mais le garçon a peur de la décevoir, si bien qu’il s’invente une autre vie. Vexée d’être reléguée u second plan, Lisa s’emporte. Après une énième dispute à ce sujet, Benjamin et Lisa se séparent. Mais Benjamin se préoccupe davantage de son envie de devenir pilote d’avion, depuis que son beau-père l’a emmené faire un tour. Sa mère lui propose alors de lui payer l’examen. N’ayant en réalité jamais fait d’étude, le garçon fuit. Mais soutenu par Laure, il change d’avis et avoue la vérité à sa mère, bien décidé à travailler dur pour réaliser son rêve. Pendant ce temps, Blandine décide d’ouvrir sa maison à des vacanciers afin d’obtenir une rentrée d’argent, qui se fait rare depuis sa séparation. Michel et Flore, un couple, s’y installe pour quelques jours avant que la jeune femme ne le quitte et ne reparte. Michel, qui est écrivain, annonce à Blandine vouloir rester chez elle car il y trouve l’inspiration. Charmée, Blandine accepte. |    |                              |                     |                                              |                   |
| 88 | 23 | Mensonge et musique          | Christophe Salachas | Pascale Mémery                               | 26 décembre 1998  |
| Lorsque Alain apprend que Valentine rencontre le succès au Select depuis qu’elle a engagé Terry, la chanteuse, il entreprend de se venger d’être privé de son fils. Il prétend alors être producteur et loue un studio d’enregistrement pour un soir afin que Terry fasse faux bond à sa patronne. Cette dernière ne tarde pas à l’apprendre et s’empresse de révéler à sa chanteuse qu’elle a été trompée. Mais Alain est depuis tombé sous son charme, et il lui déclare ses sentiments tout en lui promettant qu’un jour il lui offrira un vrai disque. D’ici là, il lui propose de quitter le Select et de venir travailler dans son entreprise. Blandine, elle, ne résiste plus aux avances de son locataire Michel, bien qu’ayant hésité du fait de leur grande différence d’âge. Faisant fi des remarques d’Anne-Sophie, son amie un peu jalouse, et de sa fille Laure, elle décide de vivre son amour au grand jour jusqu’à une séance de dédicace organisée à la plage pour le livre de Michel où des commentaires désobligeants la poussent à s’enfuir. |    |                              |                     |                                              |                   |
| 89 | 24 | À la folie, pas du tout      | Olivier Guignard    | François Aramburu et Pascal Fontanille       | 2 janvier 1999    |
| Puisque Jessica refuse que le futur enfant de Paolo soit élevé comme un Lorenzi, Catherine suggère à son fils de faire interner sa femme tant qu’il en a encore le droit. Le prince contacte alors un psychiatre dont les études avaient été payées par les Lorenzi. Ce dernier comprend qu’il n’a pas trop le choix et place Jessica en psychiatrie. Franck, le médecin de cette dernière, la récupère dans son service et Paolo ne tarde pas à venir faire un esclandre. Ulcérée par cet acharnement, Jessica convulse et fait une fausse couche. Désespérée, Paolo jure à la jeune femme qu’elle n’entendra plus jamais parler des Lorenzi et quitte le palais, laissant sa mère désemparée. De son côté, Benoît n’a plus envie de poursuivre ses études de droit, d’autant qu’il les suivait pour sa mère. Il lui annonce vouloir tout arrêter pour se consacrer à la batterie avec son groupe de musique. Élisabeth réagit violemment et Benoît préfère aller vivre au squat avec Benjamin. Ce dernier, tout comme Pierre, parvient à convaincre Élisabeth de laisser son fils vivre sa passion. |    |                              |                     |                                              |                   |
| 90 | 25 | Permis d'aimer               | Fred Demont         | Blats                                        | 9 janvier 1999    |
| Benjamin n’est plus qu’à quelques jours de l’examen de pilotage. Parce qu’il est stressé, Benoît lui suggère de demander à Laure de l’aider. Puisqu’il refuse, Benoît demande directement à sa demi-sœur. Les séances de révisions rapprochent les deux jeunes gens jusqu’au grand jour. Mais Benjamin est tellement sûr d’avoir échouer qu’il part énervé en moto, jusqu’à l’accident. A son réveil à la clinique, Laure lui annonce qu’il est admis puis l’embrasse, ayant réalisé qu’ils sont amoureux l’un de l’autre. Caroline rentre de rééducation. Mais elle est déprimée et refuse de sortir. Simon lui annonce être intéressé par un haras dans la région, ce qui lui permettrait de se rapprocher de son neveu. Cependant, le propriétaire refuse finalement de lui vendre en raison d’une vieille rancœur passée. Caroline, pressée par ses amies de reprendre goût à la vie et préférant tourner définitivement la page de la chanson, achète elle-même le haras, propose à Simon de s’y associer, et donne ses parts dans le Saint-Tropez à sa sœur Lisa. |    |                              |                     |                                              |                   |
| 91 | 26 | Dernier concert              | Fred Demont         | Thierry Lassalle                             | 16 janvier 1999   |
| Lisa emménage dans le haras de sa sœur. Elle y rapporte les affaires de Samuel dans lesquelles Caroline trouve les ultimes chansons écrites par le musicien, ce qui replonge la jeune femme dans la dépression. Pour l’en sortir, Simon et Lisa lui suggère de donner un dernier concert à la plage en hommage à Samuel, avec pour musiciens le groupe de Benoît. Caroline refuse, puis finit par accepter lorsqu’elle comprend qu’e c’est la seule façon pour elle de faire son deuil. Parallèlement, rien ne va plus à la Clinique du Golf où un contrôle fiscal met à jour un important détournement de fonds. La directrice Élisabeth Chouchan est immédiatement visée, mais Laure est également soupçonnée en tant que cheffe du service de médecine sociale. Les deux femmes décident d’éplucher tous les dossiers de comptabilité afin de prouver leur innocence, ce qu’elles réussissent à faire en révélant les malversations du comptable de la clinique. Mais l’argent détourné est définitivement perdu, mettant la clinique en faillite. |    |                              |                     |                                              |                   |
| 92 | 27 | Gage d'amour                 | Fred Demont         | Patrick Bancarel                             | 23 janvier 1999   |
| Jessica reçoit une lettre de Paolo qui souhaite lui transmettre une très grosse somme d’argent en compensation du mal causé. Mais la jeune femme refuse de recevoir quoi que ce soit venant des Lorenzi. D’ailleurs, Catherine refuse elle-aussi de signer la transaction. À la clinique, Élisabeth parvient à obtenir un sursis, mais le personnel comprend rapidement que les emplois sont menacés à la suite des problèmes financiers. La grève s’organise, sauf pour les urgences. D’ailleurs, l’amant intéressé de Catherine, Alexandre, est victime d’un accident de moto et c’est Laure qui le prend en charge à la suite d'un appel de la princesse Lorenzi. Quand Jessica comprend que l’argent de Paolo pourrait en fait sauver la clinique, elle décide finalement de l’accepter et de le donner à Laure. Et puisque Alexande n’aurait pas survécu sans cette clinique, Catherine accepte la transaction avant de s'excuser auprès de Jessica et de repartir vivre en Italie. Grâce à cet argent et à un prêt bancaire, Laure devient l’actionnaire principale de l’établissement et Élisabeth la nomme directrice à sa place. |    |                              |                     |                                              |                   |
| 93 | 28 | Le sacrifice                 | Christophe Salachas | Pascale Mémery                               | 30 janvier 1999   |
| Blandine reçoit un appel de Flore, l’ancienne compagne de Michel, lui annonçant son retour à Saint-Tropez pour du travail. Flore lui avoue être toujours amoureuse, et surtout qu’elle est enceinte de Michel. Blandine se confie à Anne-Sophie, lui faisant comprendre qu’elle ne se battra pas pour le garder. Pire, elle fait tout pour le pousser à nouveau dans les bras de Flore. Michel, qui ne comprend pas le changement d’attitude de Blandine, retrouve donc sa complicité avec Flore, jusqu’à découvrir tous les non-dits. Blandine, malheureuse, assiste alors au départ du couple. Pendant ce temps, Jessica reprend son poste à la plage après tous ses ennuies avec les Lorenzi. Mais Lisa est désormais autant chez elle que l’Américaine, si bien qu’elle souhaite effectuer des changements radicaux. Jessica n’est pas d’accord et des tensions apparaissent. Pour calmer le jeu, Benjamin propose à Lisa de faire plaisir à leur amie en organisant une exposition de photos que Lisa avait prises pendant le spectacle de danse. Flattée, Jessica envisage désormais de créer une troupe, tandis que Lisa se lance dans la photographie. |    |                              |                     |                                              |                   |
| 94 | 29 | Un amour insupportable       | Christophe Salachas | Patrick Tringale                             | 6 février 1999    |
| Caroline et Simon passent beaucoup de temps à s’occuper du haras. Lisa se sent donc délaissée, a fortiori lorsque sa sœur annule les vacances qu’elles devaient passer toutes les deux. Réalisant l’attirance grandissante entre Simon et Caroline, Lisa complote contre le jeune homme : elle s’arrange pour lui organiser un rendez-vous avec une assistante de production à la recherche d’une ferme, tout en disant à Caroline qu’il a en fait un rendez-vous galant. Rejeté par Caroline, Simon s’apprête à partir. Mais Lisa finit par avouer la vérité, expliquant avoir eu peur de perdre sa sœur. Caroline déclare alors son amour au frère de Samuel. Parallèlement, Marion est de retour à Saint-Tropez. Installée dans le squat de Benjamin, elle continue d’arnaquer de riches hommes et de cambrioler des villas. Attachée à elle malgré l’avertissement de Jessica, Marco évite de justesse son arrestation en flagrant délit et organise son voyage pour lui faire quitter la ville. |    |                              |                     |                                              |                   |
| 95 | 30 | La danse, rien que la danse  | Christophe Salachas | François Aramburu et Pascal Fontanille       | 13 février 1999   |
| Jessica lance enfin la Saint-Tropez Dance Compagnie à la plage. Pendant que Benjamin et Lisa, qui est revenue vivre avec la danseuse, s’occupent des clients, Jessica auditionne des danseurs. Elle est troublée dans ce travail par le retour de Yann, pour qui elle brûle toujours de désir. Quand ce dernier lui avoue aussi son amour, mais qu’il est marié à une femme qu’il n’aime plus, Jessica est désespérée. Yann lui promet alors qu’il va quitter sa femme, jusqu’à ce que cette dernière ne lui fasse du chantage au suicide et intègre la compagnie. Frustrés, Jessica et Yann se contentent d’une relation professionnelle, ce dernier acceptant également de s’investir dans la compagnie. Benoît et son groupe, de leur côté, engage un nouveau bassiste prénommé Joaquim, ouvertement gay. Cela perturbe Benoît qui, pour se rassurer, prétend sortir avec Terry à qui il demande même de faire l’amour. Mais lorsque Joaquim, amoureux de Benoît, quitte le groupe à la suite du rejet de ce dernier, le batteur n’a d’autre choix que de rappeler le jeune homme et de s’excuser afin de pouvoir assurer le concert à la plage. |    |                              |                     |                                              |                   |
| 96 | 31 | Un bonheur trop fragile      | Fred Demont         | Nicolas Mercier                              | 20 février 1999   |
| Laure passe tout son temps à la clinique maintenant qu’elle en est la directrice. Élisabeth la met en garde de ne pas négliger sa vie privée. Pourtant, c’est bien ce qu’elle fait, au point que Benjamin préfère trouver du réconfort auprès de Lisa qui, elle, l’écoute lorsqu’on lui propose un contrat de pilote de tourisme en Italie. Laure découvre que les deux anciens amants passent du temps ensemble et fait une crise de jalousie. Benjamin préfère partir en Italie, mais Lisa ouvre les yeux de Laure qui s’empresse d’empêcher son départ. Les amoureux se retrouvent et évoquent leur souhait de faire un enfant. Pendant ce temps, Simon propose à Caroline de vendre un cheval pur sang afin de renflouer les comptes du haras. Comme il insiste, une dispute éclate et tous deux se demandent s’ils sont vraiment faits pour être ensemble. Mais lorsque Simon s’apprête à tout quitter et vendre la maison de sa mère pour laisser à Caroline et Tom de l’argent, la jeune femme comprend qu’il l’aime vraiment. Elle accepte la vente du cheval et retombe dans les bras de Simon. |    |                              |                     |                                              |                   |
| 97 | 32 | Au delà de la vengeance      | Éric Summer         | François Aramburu et Pascal Fontanille       | 27 février 1999   |
| Le commissaire Marco avertit Caroline que l’assassin de Samuel, Fabien, s’est échappé de l’hôpital psychiatrique dans lequel il avait été interné, échappant ainsi à un jugement. Loin d’être apeurée, l’ancienne chanteuse refuse une protection policière, à quelques jours de partir en Argentine où elle envisage finalement de refaire sa vie avec Simon qui s’y est déjà rendu pour préparer leur arrivée. Sachant que Fabien va tenter de l’approcher, elle confie Tom à Lisa et attend son fan avec une arme au haras. Lorsque Fabien s’y introduit, elle entre dans son jeu et feint d’être amoureuse de lui pour l’amadouer, mais ne parvient pas à le tuer. Lisa, inquiète de ne plus avoir de nouvelle, prévient Marco qui arrive juste à temps au haras pour arrêter le fanatique. Parallèlement, Jessica attend la visite de Lucy Varnier, qui représente une fondation dont la bourse pourrait beaucoup aider sa compagnie de danse. Mais Lucy jette son dévolu sur Yann et lui fait comprendre qu’ils obtiendront la bourse s'il accepte de coucher avec elle. Jessica le découvre et enrage de voir Yann prêt à accepter de tromper sa femme alors qu’il lui a demandé à elle d’attendre. Finalement, il tendent un piège à Lucy pour lui faire arrêter son chantage. |    |                              |                     |                                              |                   |
| 98 | 33 | La peur au ventre            | Éric Summer         | Stéphane Pallay                              | 6 mars 1999       |
| Laure pense être enceinte, ce qui rend Benjamin fou de joie. Mais ce bonheur est de courte durée puisqu’il s’agit d’une fausse alerte. Pire pour la jeune femme, des examens complémentaires révèlent qu’elle est stérile. Préférant laisser Benjamin dans l’ignorance, et sachant son fort désir d’être père, la jeune femme fait tout pour l’éloigner jusqu’à rompre. Jessica, mise au courant mais ne pouvant rien dire à Benjamin, insiste pour qu’il lui parle. Quand Laure lui révèle enfin son secret, il doute un instant mais reste par amour. Tous deux envisagent alors d’adopter un enfant. Marco, lui, est inquiet de voir l’étau se resserrer autour de Marion contre qui la police accumule des preuves à la suite d'un nouveau cambriolage. Prêt à tout pour elle, le commissaire fait disparaître les preuves et enregistre un faux témoignage. Mais un de ses collègues intervient et le fait tomber. D’abord réticente à disparaître avec lui, Marion réalise que personne d’autre ne lui a jamais montré une telle preuve d’affection. Elle accepte de s’enfuir avec lui, davantage par tendresse que par amour. |    |                              |                     |                                              |                   |
| 99 | 34 | Aller simple                 | Sylvie Ayme         | Blats                                        | 13 mars 1999      |
| Tout est prêt en Argentine pour que Simon, Caroline et Tom s’y installent. Mais la jeune femme se met à douter lorsque Simon se permet de fesser l’enfant et qu’il manque par deux fois de vigilance, au point que Tom finit par se blesser lors d’une chute à vélo. Caroline ne souhaite pas que Simon remplace Samuel, si bien qu’elle décide de le laisser partir seul. Mais au moment du départ, triste de voir partir son oncle, le petit Tom se jette dans ses bras en l’appelant papa. Bouleversée, Caroline accepte finalement de dire au revoir à ses amis de la plage pour ne pas séparer son fils de celui qu’il considère désormais comme son père. Tous les trois s’envolent donc pour l’Argentine. De leur côté, Alain forme Terry afin qu’elle apprenne les bonnes manières pour assumer son futur poste de directrice des relations publiques au sein de son entreprise. Mais la jeune femme s’y ennuie et préfère continuer de répéter avec un groupe de musiciens le soir venu. Au cours d’un dîner d’affaires, Terry se montre extrêmement familière avec des actionnaires, ce qui, au contraire, ne leur déplaît pas, contrairement à Alain qui finit par admettre qu’elle est davantage faite pour la scène. |    |                              |                     |                                              |                   |
| 100 | 35 | L'enfant de l'amour          | Éric Summer         | Sylvie Bailly                                | 20 mars 1999      |
| Laure finalise son dossier de candidature auprès de la DDASS pour pouvoir adopter. Puisque Benjamin ne remplit pas les conditions d’âge et de mariage, c’est Laure seule qui candidate. Alors quand la psychologue chargée du dossier demande quand même à rencontrer le garçon, ce dernier panique. L’entretien se passe mal et le dossier de Laure est refusé. Amoureuse et résignée, Laure tente de passer outre cette décision, mais Benjamin réalise que c’est de sa faute et décide de quitter la jeune femme. Pendant ce temps, Jessica encourage Lisa dans sa passion pour la photographie puisqu’elle-même en a l’expérience. Lisa rencontre alors un paparazzi qui lui propose de l’assister, sans savoir qu’en fait il souhaite recueillir des informations sur la nouvelle vie de l’ancienne princesse Lorenzi. Lorsque les filles comprennent qu’elles ont été bernées, elles décident de lui tendre un piège, qui lui fait perdre son travail. Lisa décide alors de ne plus travailler pour les magazines people. |    |                              |                     |                                              |                   |
| 101 | 36 | Un pas de trop               | Sylvie Ayme         | Patrick Delmas et Soline Delmas              | 27 mars 1999      |
| Alain s’occupe enfin de Jérémy pour plusieurs jours. Valentine, qui se rend compte que son fils s’entend à merveille avec Terry, s’enfonce dans la paranoïa. Elle se persuade que la chanteuse veut lui voler son enfant et se met en tête de reconquérir Alain. Elle profite alors d’un rendez-vous entre Terry et un producteur pour provoquer une terrible crise de jalousie chez Alain. Fatiguée, Terry décide de partir, ce qui ravive l’espoir de Valentine de reformer une famille auprès d’Alain. Pour ce dernier en revanche, cette lubie apparaît comme une folie. Il demande à Laure d’intervenir, et le médecin qu’elle est reconnaît rapidement les signes cliniques. Valentine, prête à tirer sur son ex-mari avec une arme, finit par réaliser qu’elle a besoin de soins. Quant à Alain, il prend la décision de quitter Saint-Tropez avec Jérémy pour monter une succursale de son entreprise à Saint-Malo. Au Saint-Tropez, Benjamin présente Stéphane à Jessica, un amis tennisman qui tombe immédiatement sous son charme. Amoureuse de Yann, elle préfère ne pas céder à ses avances. Mais ses amis lui font prendre conscience qu’elle l’attend inutilement, et la jeune femme finit par lui tomber dans les bras. |    |                              |                     |                                              |                   |
| 102 | 37 | Mères et filles              | Sylvie Ayme         | Patrick Bancarel                             | 3 avril 1999      |
| Jeanne Chardin, la mère de Valentine, débarque à Saint-Tropez sans prévenir, ce qui ne réjouit pas sa fille, en pleine psychanalyse. Depuis qu’Alain a récupéré la garde de Jérémy, Valentine essaie en effet de trouver une cause à ses démons. Mais grâce à la présence de sa mère, elle parvient à mettre le doigt dessus : alors qu’elle était enfant, son père Léo est mort renversé par une voiture juste après avoir appris que Jeanne l’avait trompé avec un autre. Alors honteuse, la mère de Valentine lui avait menti. Et selon son psychiatre, ce traumatise est la raison pour laquelle Valentine a une relation si conflictuelle avec les hommes. Parallèlement, Laure s’occupe d’une petite orpheline admise à la clinique et prénommée Clara. Très vite, Laure parvient à la refaire parler et s’y attache. Elle abandonne alors l’idée d’adopter un bébé et souhaite obtenir la garde de Clara. Mais la directrice de la DDASS s’y oppose lorsque Clara fugue pour retrouver Laure, croyant cette dernière à l’origine de sa fuite. Réalisant que la petite est très attachée à la jeune femme, elle donne finalement son accord pour l’adoption. |    |                              |                     |                                              |                   |
| 103 | 38 | Douche froide                | Sylvie Ayme         | Patrick Tringale                             | 10 avril 1999     |
| Lisa a décroché un contrat d’assistante auprès du célèbre photographe Fred Cardona. Si dans un premier temps il lui en fait baver pour un shooting de mannequins en maillots de bain, Lisa ne tard pas à découvrir qu’il est à Saint-Tropez pour prendre des clichés de criminels assimilés à la mafia. Frustrée d’être traitée comme une subalterne, Lisa découvre, grâce à ses relations en ville, le lieu de rencontre des mafieux et prend elle-même les photos. Fred finit par reconnaître ses talents, et Lisa l’embrasse. Mais alors qu’il lui avait promis de l’emmener avec lui en Italie pour un autre reportage, il part sans elle. De son côté, Blandine emménage dans une maison plus adaptée à son budget de femme divorcée. Benjamin l’aide avec ses cartons, mais il est surtout témoin de ses retrouvailles impromptues avec André, son vieil amour de jeunesse qui l’avait quittée il y a plus de trente ans sans explication. Marin-pêcheur, père d’une lycéenne prénommée Victoria, André propose à Blandine de se revoir. D’abord réticente, puis convaincue par Benjamin, la mère de Laure finit par se jeter dans les bras d’André. |    |                              |                     |                                              |                   |
| 104 | 39 | Le choix d'aimer             | Sylvie Ayme         | François Aramburu et Pascal Fontanille       | 17 avril 1999     |
| Jessica n’est pas heureuse avec Stéphane et elle décide de le quitter car c’est de Yann dont elle est amoureuse. Ce dernier s’empêche toujours de quitter sa femme Tina, qui lui fait du chantage au suicide. Jessica est d’autant plus malheureuse qu’elle découvre l’hypocrisie de Tina qui trompe son mari avec un autre. Elle préfère cependant ne rien dire à Yann, qui finit par le découvrir par lui-même. Le danseur rompt immédiatement avec elle, la chasse de la compagnie, et désire vivre enfin pleinement son amour pour Jessica. De son côté, Stéphane accepte une paparazzade avec Terry, qui connaît un succès grandissant avec son premier disque. Les deux célébrités décident de jouer le jeu du couple star afin d’accroître leur popularité. C’est surtout l’occasion pour le tennisman d’oublier Jessica, et pour la chanteuse de retomber amoureuse, avant de s’envoler pour Los Angeles où un producteur qui l’a repéré lors d’un show-case au Sérail lui propose d’enregistrer un album. |    |                              |                     |                                              |                   |
| 105 | 40 | La fugue                     | Christophe Salachas | Maryse Léon Garcia                           | 24 avril 1999     |
| Laure et sa petite fille Clara vivent désormais ensemble à la villa des filles, et c’est bien souvent Jessica et Lisa qui gardent l’enfant au Saint-Tropez pendant que sa mère travaille à la clinique. C’est là que Clara fait la connaissance de Benjamin. Sous le charme l’un de l’autre, Benjamin se prend à rêver d’être lui-aussi parent. Mais Laure préfère que Clara ne s’attache pas trop à lui, surtout que la directrice de la DDASS s’annonce pour une visite de contrôle. Stressée, la petite fille fugue et prend la mer sur un petit bateau pneumatique. Alerté, Benjamin part à sa recherche et finit par la retrouver. Laure retrouve alors sa fille et saute dans les bras de Benjamin. L’inspectrice, témoin de l’attachement de Clara pour le jeune homme, décide de ne pas intervenir et de les laisser vivre tous les trois. Parallèlement, la fille d’André qui s’est installée avec son père chez Blandine, Victoria, fait la connaissance de Valentine, dont tout le monde se méfie. Cette dernière souffre énormément de l’image qui lui colle à la peau, celle d'une femme déséquilibrée. Mais elle parvient à tirer Victoria d’un piège tendu par un criminel qui lui faisait miroiter un petit boulot alors qu’il s’agissait de prostitution. Grâce à cela, Valentine retrouve l’estime de Blandine. |    |                              |                     |                                              |                   |